# Gaga: Five Foot Two
Gaga: Five Foot Two è un documentario del 2017, diretto da Chris Moukarbel e incentrato sulla cantautrice statunitense Lady Gaga.

## Trama
Il documentario riprende la vita della cantautrice Lady Gaga durante circa un anno, includendo la lavorazione al suo album Joanne, l'esibizione al Super Bowl LI, la sesta stagione di American Horror Story e spezzoni della sua vita quotidiana. Una parte è inoltre dedicata all'approfondimento della fibromialgia, sindrome di cui soffre la cantante.

## Distribuzione
È stato proiettato in anteprima l'8 settembre 2017 durante il Toronto International Film Festival e distribuito in tutto il mondo da Netflix a partire dal 22 settembre dello stesso anno. Durante l'anno successivo una copia fisica promozionale contenente l'intero documentario è stata distribuita a varie testate giornalistiche per la candidatura agli Emmy Awards.

## Accoglienza
Il documentario ha ricevuto generalmente critiche positive; sul sito Rotten Tomatoes ha accumulato un punteggio pari a 74%, mentre su IMDb ha raggiunto un totale di 7.1/10. Metacritic ha invece assegnato al documentario un punteggio di 63, eleggendolo inoltre come "secondo film più discusso del 2017" e "30º film più condiviso del 2017".